# 가쓰우라촌 (도쿠시마현)
가쓰우라촌(勝占村)은 도쿠시마현 가쓰우라군에 있던 촌이다. 1951년 4월 1일에 도쿠시마시에 편입되어 도쿠시마시 남부에 위치한 지역 중 하나이다. 

## 지리
가쓰우라강 하류의 충적평야에서 벼농사가 주를 이루며, 오타니-방상을 중심으로 온주 귤이 재배되어 산간지역의 특산품이 된다. 

## 역사
- 1889년 10월 1일 - 정촌제 시행에 의해 합병된 촌을 한글자씩을 만들어 가쓰우라촌이 성립하였다.
- 1951년 4월 1일 - 도쿠시마시의 일부가 되었다.

## 교통

### 철도
- 일본국유철도
  - 무기선

### 도로
- 국도 제55호선

## 참고문헌
- 『角川日本地名大辞典 36 徳島県』（1986年 ISBN 4040013603）